# Disa nyikensis
Disa nyikensis är en orkidéart som beskrevs av Hans Peter Linder. Disa nyikensis ingår i släktet Disa och familjen orkidéer. Inga underarter finns listade i Catalogue of Life.